# Болгарская исламская академия
Болгарская исламская академия (тат. Болгар ислам академиясе) — учебное заведение в городе Болгар (Татарстан), созданное по инициативе Духовного управления мусульман России, Центрального духовного управления мусульман России и Духовного управления мусульман Татарстана.

## История
В 922 году состоялось официальное принятие ислама Волжской Булгарией.
Президент Татарстана подписал указ о создании Болгарской исламской академии в ноябре 2015 года. Основной целью её создания было заявлено создание отечественной исламской богословской школы. Создание академии поддержал президент Российской Федерации Владимир Путин. 21 мая 2016 года в день принятия Ислама Волжской Булгарией, состоялась торжественная церемония закладки памятного камня в основание учебно-жилого комплекса Академии.  20 мая 2017 года завершено строительство учебно-жилого и 6 спальных корпусов для преподавателей и обучающихся. В июле 2017 года на праве собственности Академии был передан комплекс "Белая Мечеть". 4 сентября 2017 года состоялось торжественное открытие заведения.

## Обучение
Основными предметами преподавания в университете являются исламское право (фикх), арабский язык и литература, коранические дисциплины и хадисоведение.
Первое время образование в академии будет вестись на арабском языке, поскольку российской стороне приходится нанимать иностранных специалистов.
С 2020 года Академия осуществляет подготовку специалистов по федеральному государственному образовательному стандарту высшего образования по направлению подготовки "Теология"

## Руководители
| Годы        | Ректор                                 |
| ----------- | -------------------------------------- |
| 2017—2019   | Исхаков, Камиль Шамильевич (президент) |
| 2017—2019   | Мухаметшин, Рафик Мухаметшинович       |
| 2019—2021   | Абдрахманов, Данияр Мавлиярович        |
| 2021—2023   | Тимерханов, Айнур Ахатович (и.о.)      |
| с 2023—н.в. | Хуснутдинов, Фархат Гусманович         |